# Blekinge (hạt)
Hạt Blekinge (Blekinge län) là một hạt hay län ở phía nam Thụy Điển. Hạt này giáp các hạt Skåne, Kronoberg, Kalmar và biển Baltic.
Thủ phủ là Karlskrona.

## Thủ phủ
Thủ phủ của tỉnh Blekinge là Karlskrona. Karlskrona cũng là một trong những thành phố lớn nhất và quan trọng nhất của tỉnh, nổi tiếng với kiến trúc hải quân và cảng biển lớn.

## Dân số
Dân số của Blekinge có khoảng 159.000 người, tạo nên một cộng đồng đủ lớn để duy trì các hoạt động kinh tế và văn hóa.

## Kinh tế
Kinh tế của Blekinge chủ yếu dựa vào các ngành công nghiệp như chế biến gỗ, đóng tàu, và sản xuất máy móc. Cảng biển Karlskrona đóng một vai trò quan trọng trong việc thúc đẩy thương mại.

## Các đô thị
- Olofström (đô thị)
- Sölvesborg (đô thị)
- Karlshamn (đô thị)
- Ronneby (đô thị)
- Karlskrona (đô thị)